# Liste des cours d'eau de la Moldavie
Cet article présente une liste des cours d'eau de Moldavie classés par ordre alphabétique
- Bîc
- Bistrița
- Cogâlnic
- Dniester
- Moldova
- Prout
- Răut
- Siret
- Suceava
- Trotuș